# 25039 Chensun
25039 Chensun è un asteroide della fascia principale. Scoperto nel 1998, presenta un'orbita caratterizzata da un semiasse maggiore pari a 2,2899224 UA e da un'eccentricità di 0,1519370, inclinata di 8,08025° rispetto all'eclittica.